# Alicja Bieńkowska
Alicja Anna Bieńkowska (ur. 24 stycznia 1934 w Warszawie) – polska polityk, posłanka na Sejm X kadencji.

## Życiorys
Ukończyła studia na Akademii Medycznej w Łodzi w 1960, następnie w 1972 drugi stopień specjalizacji w zakresie lekarza-specjalisty radiologii dziecięcej. W 1974 została kierownikiem Wojewódzkiej Przychodni Radiologicznej w Zespole Wojewódzkiej Przychodni Specjalistycznej we Włocławku. Była radną Wojewódzkiej Rady Narodowej we Włocławku i przewodniczącą Zarządu Wojewódzkiego Ligi Kobiet Polskich.
W 1989 uzyskała mandat posłanki na Sejm kontraktowy. Została wybrana w okręgu włocławskim z puli Polskiej Zjednoczonej Partii Robotniczej do której należała od 1962 do rozwiązania. Na koniec kadencji należała do Klubu Niezależnych Posłów, zasiadała w Komisji Zdrowia.

## Odznaczenia
- Krzyż Kawalerski Orderu Odrodzenia Polski (1986)
- Złoty Krzyż Zasługi (1979)[1]